# Smedstorp, Motala kommun
Smedstorpa är en  bebyggelse öster om Motala i Motala kommun i Östergötlands län. Vid SCB:s ortsavgränsning 2020 avgränsades här en småort